# 鍛治靖子
鍛治 靖子（かじ やすこ、1956年12月16日 - ）は、日本の翻訳家。別名義は梶元 靖子（かじもと やすこ）。
日本推理作家協会会員。
東京女子大学文理学部卒業。小隅黎に師事して翻訳家に。
SF翻訳家としてデビューした後、ファンタジー作品の翻訳を多く手がける。主な訳書にはロビン・ホブの『騎士の息子』『帝王の陰謀』『真実の帰還』『黄金の狩人』、コリン・ウィルソンの『サイキック』、L・M・ビジョルドの『スピリット・リング』『チャリオットの影』『影の棲む城』、アンドレ・ノートンの『ゼロ・ストーン』『未踏星域を超えて』などがある。
2021年から2022年にかけて、創元SF文庫から刊行されたファウンデーション・シリーズの三部作の新訳版が、2023年に星雲賞海外長編部門を受賞した。

## 訳書

### 梶元靖子 名義
- 『ゼロ・ストーン』（アンドレ・ノートン、小隅黎共訳、早川書房） 1986
- 『未踏星域をこえて ゼロ・ストーン2』（アンドレ・ノートン、小隅黎共訳、早川書房） 1987
- 『サイキック』（コリン・ウィルソン、三笠書房） 1989
- 『コリン・ウィルソンの「来世体験」』（コリン・ウィルソン、三笠書房） 1991
- 『遙かなる賭け』（メリサ・スコット、東京創元社） 1991
- 『天の十二分の五』（メリサ・スコット、東京創元社） 1992
- 『孤独なる静寂』（メリサ・スコット、東京創元社） 1992
- 『地球航路』（メリサ・スコット、東京創元社） 1992
- 『スターバースト』ジェフリー・A・カーヴァー、早川書房） 1993
- 『スターストリーム』（ジェフリー・A・カーヴァー、早川書房） 1993
- 『炎の天使』（ナンシー・スプリンガー、早川書房） 1997
- 『リングワールドの子供たち』（ラリイ・ニーヴン、小隅黎共訳、早川書房） 2006

#### ドラキュラ・シリーズ
- 『ドラキュラ紀元』（キム・ニューマン、東京創元社） 1995
- 『ドラキュラ戦記』（キム・ニューマン、東京創元社） 1998
- 『ドラキュラ崩御』（キム・ニューマン、東京創元社） 2002

### 鍛冶靖子 名義
- 『スピリット・リング』（ロイス・マクマスター・ビジョルド、東京創元社） 2001
- 『20億の針』（ハル・クレメント、東京創元社） 2016
- 『無限の書』（G・ウィロー・ウィルソン、東京創元社） 2017
- 『吟遊詩人の魔法』上・下（イラナ・C・マイヤー、東京創元社） 2017
- 『ダークネット・ダイヴ』（サチ・ロイド、東京創元社） 2018
- 『精霊を統べる者』（P・ジェリ・クラーク、東京創元社）2024

#### 「ファーシーアの一族」シリーズ
- 『ファーシーアの一族 騎士(シヴァルリ)の息子』上・下（ロビン・ホブ、東京創元社） 2004
- 『ファーシーアの一族 帝王(リーガル)の陰謀』上・下（ロビン・ホブ、東京創元社） 2005
- 『ファーシーアの一族 真実(ヴェリティ)の帰還』上・下（ロビン・ホブ、東京創元社） 2006

#### 五神教シリーズ
- 『五神教 チャリオンの影』上・下（ロイス・マクマスター・ビジョルド、東京創元社） 2007
- 『五神教 影の棲む城』上・下（ロイス・マクマスター・ビジョルド、東京創元社） 2008
- 『五神教 影の王国』上・下（ロイス・マクマスター・ビジョルド、東京創元社） 2012
- 『五神教 魔術師ペンリック』（ロイス・マクマスター・ビジョルド、東京創元社） 2018
- 『五神教 魔術師ペンリックの使命』（ロイス・マクマスター・ビジョルド、東京創元社） 2021

#### 「道化の使命」シリーズ
- 『道化の使命 黄金の狩人』全三巻（ロビン・ホブ、東京創元社） 2010
- 『道化の使命 仮面の貴族』全三巻（ロビン・ホブ、東京創元社） 2012
- 『道化の使命 白の預言者』全四巻（ロビン・ホブ、東京創元社） 2015

#### ドラキュラ・シリーズ
- 『ドラキュラ紀元一八八八』（キム・ニューマン、アトリエサード、ナイトランド叢書） 2018
- 『鮮血の撃墜王 ドラキュラ紀元一九一八』（キム・ニューマン、アトリエサード、ナイトランド叢書） 2018
- 『ドラキュラのチャチャチャ ドラキュラ紀元一九五九』（キム・ニューマン、アトリエサード、ナイトランド叢書） 2021
- 『われはドラキュラ ジョニー・アルガード ドラキュラ紀元』（キム・ニューマン、アトリエサード、ナイトランド叢書） 2021

#### 「銀河帝国の興亡」シリーズ
- 『銀河帝国の興亡 1 風雲編』（アイザック・アシモフ、東京創元社） 2021
- 『銀河帝国の興亡 2 怒涛編』（アイザック・アシモフ、東京創元社） 2021
- 『銀河帝国の興亡 3 回天編』（アイザック・アシモフ、東京創元社） 2022